# Ain Shams
 (septembre 2016).
Si vous disposez d'ouvrages ou d'articles de référence ou si vous connaissez des sites web de qualité traitant du thème abordé ici, merci de compléter l'article en donnant les références utiles à sa vérifiabilité et en les liant à la section « Notes et références ».
Ain (Ayn ou Ein) Shams est un quartier du Caire en Égypte. Ain Shams (litt. « Yeux du soleil »), construit au sommet de l'ancienne ville d'Héliopolis, était autrefois le centre spirituel de l'ancien culte du soleil égyptien.
Selon Saadia Gaon, commentateur de la Bible juive du Xe siècle, Ain Shams est identifié au trésor égyptien biblique de Ramsès.
Ain Shams, un des plus vieux quartiers du Caire, contient de nombreux sites historiques.